# Alois Winkler (Politiker)
Alois Winkler (* 7. Juni 1838 in Waidring, Tirol; † 11. Juni 1925 in Salzburg) war ein österreichischer römisch-katholischer Priester und Domherr sowie langjähriger Landeshauptmann und Landtagsabgeordneter des Bundeslandes Salzburg.

## Leben
Der als vierzehntes Kind einer Bauernfamilie im Adlergut in Waidring in Tirol geborene Alois Winkler empfing am 22. Jänner 1860 die Tonsur, wurde am 21. Juli 1863 Subdiakon und erhielt nach vierjähriger Studienzeit am 26. Juli 1863 im Salzburger Dom durch den Erzbischof Maximilian Joseph von Tarnóczy die Priesterweihe. Im Sommer 1864 wurde er nach Ernennung zum Curat Koadjutor in Erl. Er war danach ab 1866 in Söll und Brixlegg tätig. Dort war er Mitbegründer der Passionsspielgemeinde. 1870 wurde er als Koadjutor nach Mittersill versetzt, wo er zwei Jahre lang an Typhus erkrankte. Am 1. September 1876 wurde er eigentlicher Benefiziat in Radstadt. Am 2. Februar 1890 wurde er zum Dechant von Altenmarkt im Pongau und zum geistlichen Rat ernannt. Am 1. November 1894 wurde Winkler ins Salzburger Domkapitel berufen und zum Domkapitular ernannt. Am 26. Mai 1908 wurde er zum Domkustos installiert und investiert und am 8. September 1911 zum Domscholastikus ernannt und in diesem Amt am 23. September 1911 durch Kardinal Johannes Katschthaler investiert und installiert. 
Winkler wurde 1878 in den Gemeindeausschuss von Radstadt gewählt. Er war ab 1878 Abgeordneter für Radstadt zum Salzburger Landtag der katholisch-konservativen Partei. 1884 wurde er in den Landesausschuss als Ersatzmitglied berufen. Ab 1887 war Winkler Herausgeber der katholischen Tageszeitung Salzburger Chronik. Von 17. Januar 1897 bis 29. Dezember 1902 und von 21. Juli 1909 bis 23. April 1919 war er Landeshauptmann von Salzburg, von 1890 bis 1897 und von 1902 bis 1909 war er Landeshauptmannstellvertreter. Sein Schwerpunkt war die Ordnung der Finanzen und der Aufbau von Fürsorgeanstalten wie der 1898 gegründeten Taubstummenanstalt sowie die unter seinem Vorsitz im Volksverein zur Bekämpfung der Tuberkulose im Kronlande Salzburg errichteten Lungenheilanstalt Grafenhof in Sankt Veit im Pongau. Winkler blieb auch nach dem Zusammenbruch der Monarchie im Amt und konnte 1918 im Alter von 80 Jahren die Ordnung im „Revolutionslandtag“ wiederherstellen. Am 29. November 1918 wurde er mit 33 von 34 Stimmen durch die provisorische Landesversammlung erneut zum Landeshauptmann von Salzburg gewählt. Auch gilt er als der Bewahrer eines weitgehend störungsfreien Überganges trotz Mangelversorgung in dieser Zeit. Am 14. September 1896 wurde er auch in den Reichsrat berufen. Im Mai 1913 wurde er zum kaiserlich-königlichen wirklichen Geheimen Rat seiner Majestät ernannt. Am 23. April 1919 trat er in den Ruhestand.
Er starb am 11. Juni 1925 und wurde in der Domherrengruft im Salzburger Dom beerdigt-

## Ehrungen
Winkler wurde 1886 zum ersten Ehrenbürger von Radstadt und 1901 zum ersten Ehrenbürger von Kuchl ernannt. Seit 1907 war Winkler Prosynodalexaminator und seit 1912 päpstlicher Hausprälat und seit 1907 mitglied des f.e. Offizzialats. Er erhielt das Großkreuz des Franz-Joseph-Ordens und den eisernen Kronenorden II. Klasse sowie das Ehrenkreuz pro ecclesia et pontfice.
Am 27. Juni 1914 besuchte Winkler als Präsident des Volksvereines zur Bekämpfung der Tuberkulose im Kronlande Salzburg und als Landeshauptmann von Salzburg die am 18. Dezember 1914 eröffnete und nun vollständig fertiggestellte Lungenheilstätte Grafenhof (heute als Landesklinik St. Veit ein Teil der Salzburger Landeskliniken) in St. Veit i.Pg. Dazu wurde ihm das Ehrenbürgerdiplom durch die Gemeinde St. Veit i.Pg. überreicht. 
Am 2. Juni 1917 verlieh ihm die Stadt Salzburg anlässlich der Vollendung seines achtzigsten Lebensjahres die Ehrenbürgerschaft. Im Jahr 1935 wurde nach ihm die Prälat-Winkler-Straße im Stadtteil Aigen benannt. Diese führt vom Ignaz-Rieder-Kai zur Aigner Straße.